# Ok Serei Sopheak
 (décembre 2023).
Si vous disposez d'ouvrages ou d'articles de référence ou si vous connaissez des sites web de qualité traitant du thème abordé ici, merci de compléter l'article en donnant les références utiles à sa vérifiabilité et en les liant à la section « Notes et références ».
Ok Serei Sopheak, né en 1952, est un homme politique cambodgien créateur du Conflict Prevention on Commune Elections (COPCEL) en 1998 et initiateur de COPCEL II en 2004.